# Финал Лиги чемпионов УЕФА 2020
Финал Лиги чемпионов УЕФА 2020 состоялся 23 августа 2020 года на стадионе Эштадиу да Луш в Лиссабоне, Португалия. Это решающий матч 65-го сезона главного турнира среди европейских футбольных клубов под эгидой УЕФА и 28-го сезона с момента переименования Кубка европейских чемпионов в Лигу чемпионов УЕФА. Изначально планировалось, что финал пройдёт 30 мая на Олимпийском стадионе в Стамбуле.
Финалистами стали французская команда «Пари Сен-Жермен» и немецкая команда «Бавария». Одержавшая минимальную победу мюнхенская «Бавария» получила право сыграть с победителем Лиги Европы УЕФА 2019/2020 за звание обладателя Суперкубка УЕФА 2020, а также квалифицировалась на групповую стадию Лиги чемпионов УЕФА 2020/2021. На матч не продавались билеты для болельщиков в связи с тяжёлой эпидемиологической ситуацией.

## Выбор стадиона
Приём заявок на проведение финальных матчей Лиги чемпионов, Лиги Европы и Лиги чемпионов среди женских футбольных команд в 2020 году начался 22 сентября 2017 года. До 31 октября 2017 года футбольные ассоциации должны были выразить интерес к проведению финальных матчей в своей стране, а заявочное досье должно было быть направлено в УЕФА не позднее 1 марта 2018 года. Ассоциации, чьи стадионы принимали матчи Чемпионата Европы по футболу 2020 не могли заявлять свои стадионы на проведение финала Лиги чемпионов УЕФА 2020.
3 ноября 2017 года было объявлено, что две ассоциации выразили интерес к проведению финального матча Лиги чемпионов, направив в УЕФА декларации о заинтересованности.
| Страна     | Стадион                            | Город    | Вместимость | Примечания |
| ---------- | ---------------------------------- | -------- | ----------- | ---------- |
| Португалия | Эштадиу-да-Луш                     | Лиссабон | 65.647      |            |
| Турция     | Олимпийский стадион имени Ататюрка | Стамбул  | 76.092      |            |

24 мая 2018 года Исполнительным комитетом УЕФА в рамках собрания в Киеве Олимпийский стадион в Стамбуле был выбран местом проведения финального матча.

## Непредвиденные изменения
В связи с пандемией коронавируса проведение Лиги чемпионов 2019/20 было приостановлено. Было объявлено, что финал отложен на неопределённый срок. Среди вариантов, рассматривающихся чрезвычайной рабочей группой УЕФА — завершение сезона в августе.
Исполнительный комитет УЕФА выбрал стадион «Эштадиу да Луш» в Лиссабоне в качестве места проведения матча на своём заседании 17 июня 2020 года.

## Место проведения
Это второй финал Лиги чемпионов УЕФА, проводившийся на стадионе «Эштадиу да Луш»; первый был в 2014 году, когда мадридский «Реал» завоевал 10-й титул, обыграв мадридский «Атлетико» со счетом 4:1 в первом в истории финале между командами из одного города.
Этот стадион является домашним для клуба португальской Примейры «Бенфика» с 2003 года. Он был реконструирован для проведения пяти матчей Евро-2004, включая финал. До его реконструкции в 2003 году стадион принимал финал Кубка обладателей кубков УЕФА 1992 года, где бременский «Вердер» обыграл «Монако» со счетом 2:0, и второй матч финала Кубка УЕФА 1983 года, где «Андерлехт» добился ничьей 1:1 с «Бенфикой» и выиграл трофей.
Лиссабон также принимал финал Кубка европейских чемпионов в 1967 году, когда шотландский «Селтик» обыграл итальянский «Интернационале» со счётом 2:1 на «Национальном стадионе». Португальская столица также принимала финал Кубка УЕФА 2005 года на стадионе «Жозе Алваладе», где местный «Спортинг» уступил московскому ЦСКА со счётом 1:3.

## Команды
В данной таблице финалы до 1992 года были проведены в эпоху Кубка европейских чемпионов УЕФА, а с 1993 года — в эпоху Лиги чемпионов УЕФА.
| Команда         | Предыдущие финалы (победы выделены)                             |
| --------------- | --------------------------------------------------------------- |
| Пари Сен-Жермен | Не участвовал                                                   |
| Бавария         | 10 (1974, 1975, 1976, 1982, 1987, 1999, 2001, 2010, 2012, 2013) |

## Путь к финалу
Примечание: Первым указано количество голов, забитых участником финала (д: домашний матч; г: матч на выезде; н: матч на нейтральном поле).
| Поз | Команда         | И | В | Н | П | МЗ | МП | РМ  | О  | Квалификация                    |
| --- | --------------- | - | - | - | - | -- | -- | --- | -- | ------------------------------- |
| 1   | Пари-Сен-Жермен | 6 | 5 | 1 | 0 | 17 | 2  | +15 | 16 | Выход в плей-офф Лиги чемпионов |
| 2   | Реал Мадрид     | 6 | 3 | 2 | 1 | 14 | 8  | +6  | 11 | Выход в плей-офф Лиги чемпионов |
| 3   | Брюгге          | 6 | 0 | 3 | 3 | 4  | 12 | −8  | 3  | Выбывание в Лигу Европы         |
| 4   | Галатасарай     | 6 | 0 | 2 | 4 | 1  | 14 | −13 | 2  |                                 |

| Поз | Команда           | И | В | Н | П | МЗ | МП | РМ  | О  | Квалификация                    |
| --- | ----------------- | - | - | - | - | -- | -- | --- | -- | ------------------------------- |
| 1   | Бавария           | 6 | 6 | 0 | 0 | 24 | 5  | +19 | 18 | Выход в плей-офф Лиги чемпионов |
| 2   | Тоттенхэм Хотспур | 6 | 3 | 1 | 2 | 18 | 14 | +4  | 10 | Выход в плей-офф Лиги чемпионов |
| 3   | Олимпиакос        | 6 | 1 | 1 | 4 | 8  | 14 | −6  | 4  | Выбывание в Лигу Европы         |
| 4   | Црвена звезда     | 6 | 1 | 0 | 5 | 3  | 20 | −17 | 3  |                                 |

## Матч

### Обзор
В начале матча преимуществом владела немецкая команда, однако по истечении стартовых 10 минут парижане смогли выравнять игру. На 18-й минуте у «ПСЖ» появилась первая возможность открыть счёт в матче, когда Килиан Мбаппе отдал пас Неймару в левую часть штрафной площади, однако удар бразильца отразил вратарь «Баварии» Мануэль Нойер. На 22-й минуте форвард «Баварии» Роберт Левандовский получил мяч в штрафной, развернулся и пробил по воротам, однако мяч попал в штангу. Через две минуты Анхель Ди Мария оказался один перед воротами после передачи Андера Эррера, но пробил выше ворот Нойера. В первом тайме защитник «Баварии» Жером Боатенг получил травму, и вместо него на поле появился Никлас Зюле. На 29-й минуте Эррера нанёс удар по воротам «Баварии», а на 31-й минуте удар головой Левандовского парировал голкипер «ПСЖ» Кейлор Навас. На 45-й минуте после неточной передачи Давида Алабы на своей половине поля мяч перехватил Мбаппе, который сыграл в пас с Эррерой, однако не смог поразить цель. На следующей минуте защитник французского клуба Тило Керер положил руку на плечо Кингсли Коману, после чего тот упал в штрафной площади соперника. Однако арбитр Даниэле Орсато принял решение не назначать пенальти, и первый тайм завершился без забитых мячей.
Во втором тайме «Бавария» забила единственный гол в матче на 59-й минуте после удара головой Комана, выпускника академии «ПСЖ». Томас Мюллер переправил мяч Йозуа Киммиху, который сделал точный навес на дальнюю штангу на находившегося без опеки защитника Комана, который ударом головой сумел переиграть вратаря «ПСЖ» Наваса. После гола «Бавария» имела ещё несколько возможностей увеличить преимущество, но не смогла воспользоваться ими. Впоследствии «Бавария» перешла к более оборонительной тактике, и на 70-й минуте Нойер сделал ещё один сейв ногой после того, как Маркиньос оказался один перед воротами после паса Анхеля Ди Марии. Три минуты спустя Мбаппе упал в штрафной площади немецкого клуба после столкновения с Киммихом, но судья Орсато снова решил не назначать пенальти. Последний шанс парижан сравнять счёт в матче появился за несколько минут до его окончания, когда вышедший на замену Эрик Шупо-Мотинг не сумел дотянуться до мяча после прострела Неймара. «Бавария» одержала победу со счётом 1:0, завоевав третий трофей в сезоне.

### Детали
Номинальный «хозяин» встречи (для административных целей) был определён дополнительной жеребьевкой сразу после жеребьевки четвертьфинала и полуфинала 10 июля 2020 года в штаб-квартире УЕФА, расположенной в Ньоне (Швейцария)
| Пари Сен-Жермен | 0:1     | Бавария   |
| --------------- | ------- | --------- |
|                 | (отчёт) | Коман 59′ |

| Пари Сен-Жермен | Бавария |

| Вр              | 1  | Кейлор Навас      |     |     |
| Защ             | 4  | Тило Керер        |     |     |
| Защ             | 2  | Тиагу Силва (к)   | 83' |     |
| Защ             | 3  | Преснель Кимпембе |     |     |
| Защ             | 14 | Хуан Бернат       |     | 80' |
| ПЗ              | 21 | Андер Эррера      |     | 72' |
| ПЗ              | 5  | Маркиньос         |     |     |
| ПЗ              | 8  | Леандро Паредес   | 52' | 65' |
| Нап             | 11 | Анхель Ди Мария   |     | 80' |
| Нап             | 7  | Килиан Мбаппе     |     |     |
| Нап             | 10 | Неймар            | 81' |     |
| Запасные:       |    |                   |     |     |
| Вр              | 16 | Серхио Рико       |     |     |
| Вр              | 30 | Марцин Булка      |     |     |
| Защ             | 20 | Левен Кюрзава     | 85' | 80' |
| Защ             | 22 | Абду Диалло       |     |     |
| Защ             | 25 | Митчел Баккер     |     |     |
| Защ             | 31 | Колен Дагба       |     |     |
| ПЗ              | 6  | Марко Верратти    |     | 65' |
| ПЗ              | 19 | Пабло Сарабия     |     |     |
| ПЗ              | 23 | Юлиан Дракслер    |     | 72' |
| ПЗ              | 27 | Идрисса Гейе      |     |     |
| Нап             | 17 | Эрик Шупо-Мотинг  |     | 80' |
| Нап             | 18 | Мауро Икарди      |     |     |
| Главный тренер: |    |                   |     |     |
| Томас Тухель    |    |                   |     |     |

| Вр              | 1  | Мануэль Нойер (к)   |       |     |
| Защ             | 32 | Йозуа Киммих        |       |     |
| Защ             | 17 | Жером Боатенг       |       | 25' |
| Защ             | 27 | Давид Алаба         |       |     |
| Защ             | 19 | Алфонсо Дейвис      | 28'   |     |
| ПЗ              | 6  | Тьяго Алькантара    |       | 86' |
| ПЗ              | 18 | Леон Горецка        |       |     |
| ПЗ              | 22 | Серж Гнабри         | 52'   | 68' |
| ПЗ              | 25 | Томас Мюллер        | 90+4' |     |
| ПЗ              | 29 | Кингсли Коман       |       | 68' |
| Нап             | 9  | Роберт Левандовский |       |     |
| Запасные:       |    |                     |       |     |
| Вр              | 26 | Свен Ульрайх        |       |     |
| Вр              | 39 | Рон-Торбен Хоффман  |       |     |
| Защ             | 2  | Альваро Одриосола   |       |     |
| Защ             | 4  | Никлас Зюле         | 56'   | 25' |
| Защ             | 5  | Бенжамен Павар      |       |     |
| Защ             | 21 | Лукас Эрнандес      |       |     |
| ПЗ              | 8  | Хави Мартинес       |       |     |
| ПЗ              | 10 | Филипе Коутиньо     |       | 68' |
| ПЗ              | 11 | Микаэль Кюизанс     |       |     |
| ПЗ              | 14 | Иван Перишич        |       | 68' |
| ПЗ              | 24 | Корентен Толиссо    |       | 86' |
| Нап             | 35 | Джошуа Зиркзе       |       |     |
| Главный тренер: |    |                     |       |     |
| Ханс-Дитер Флик |    |                     |       |     |

| Помощники судьи: Лоренцо Манганелли Алессандро Джаллатини Резервный судья: Овидиу Хацеган Видео-помощник судьи: Массимилиано Иррати Ассистенты видео-помощника судьи: Марко Гуида Роберто Диас Перес де Паломар Алехандро Эрнандес Эрнандес | Регламент матча: - 90 минут основного времени. - 30 минут овертайма в случае необходимости. - Послематчевые пенальти в случае необходимости. - Двенадцать запасных с каждой стороны. - Максимум пять замен, шестая допускается только в дополнительное время. |

### Статистика
| Статистика       | Пари Сен-Жермен | Бавария |
| ---------------- | --------------- | ------- |
| Голы             | 0               | 0       |
| Удары            | 6               | 5       |
| Удары в створ    | 2               | 1       |
| Сэйвы            | 1               | 2       |
| Владение мячом   | 38 %            | 62 %    |
| Угловые          | 2               | 2       |
| Нарушения        | 8               | 9       |
| Офсайды          | 1               | 0       |
| Жёлтые карточки  | 0               | 1       |
| Красные карточки | 0               | 0       |

| Статистика       | Пари Сен-Жермен | Бавария |
| ---------------- | --------------- | ------- |
| Голы             | 0               | 1       |
| Удары            | 3               | 7       |
| Удары в створ    | 1               | 1       |
| Сэйвы            | 0               | 1       |
| Владение мячом   | 40 %            | 60 %    |
| Угловые          | 2               | 2       |
| Нарушения        | 8               | 13      |
| Офсайды          | 1               | 1       |
| Жёлтые карточки  | 4               | 3       |
| Красные карточки | 0               | 0       |

| Статистика       | Пари Сен-Жермен | Бавария |
| ---------------- | --------------- | ------- |
| Голы             | 0               | 1       |
| Удары            | 9               | 12      |
| Удары в створ    | 3               | 2       |
| Сэйвы            | 1               | 3       |
| Владение мячом   | 39 %            | 61 %    |
| Угловые          | 4               | 4       |
| Нарушения        | 16              | 22      |
| Офсайды          | 2               | 1       |
| Жёлтые карточки  | 4               | 4       |
| Красные карточки | 0               | 0       |

## После матча
Благодаря этой победе мюнхенская «Бавария» завоевала шестой титул победителя Кубка европейских чемпионов/Лиги чемпионов УЕФА и сравнялась по этому показателю с «Ливерпулем», уступая лишь мадридскому «Реалу» (13 титулов) и «Милану» (7 титулов). Поскольку «Бавария» также выиграла Бундеслигу и Кубок Германии, она второй раз в своей истории смогла выиграть эти три турнира в одном сезоне (впервые ей удалось это сделать в сезоне 2012/13). Этот требл стал девятым, выигранным в Европе, а мюнхенская «Бавария» стала лишь вторым клубом, выигравшим его дважды, после «Барселоны» в сезонах 2008/09 и 2014/15. Бывший игрок «Пари Сен-Жермен» Кингсли Коман, забивший победный гол за «Баварию», был признан лучшим игроком матча. «Бавария» также стала первым клубом, выигравшим европейский трофей, не потерпев ни одного поражения в турнире и победив во всех матчах. Благодаря этой победе шесть игроков «Баварии» стали двукратными победителями Лиги чемпионов УЕФА: Давид Алаба, Жером Боатенг, Хави Мартинес, Томас Мюллер и Мануэль Нойер, ранее выигравшие этот турнир с клубом в 2013 году, и Тьяго Алькантара, ставший победителем в составе «Барселоны» в 2011 году. Поражение «Пари Сен-Жермен» означало, что последние семь дебютантов финала потерпели поражение в своём первом решающем матче после успеха дортмундской «Боруссии» в 1997 году. Это также означало, что «Олимпик Марсель» остался единственным французским клубом, когда-либо выигрывавшим европейский трофей, сделав это в 1993 году. Этот матч стал самым нерезультативным финалом Лиги чемпионов со времён безголевого финала 2003 года между «Ювентусом» и «Миланом» и первым финалом, закончившимся со счётом 1:0, после победы мадридского «Реала» над «Ювентусом» в 1998 году.
После поражения от «Баварии» болельщики «Пари Сен-Жермен» вступили в столкновения с полицией в Париже, в том числе на Елисейских полях и возле стадиона Парк де Пренс. Они подожгли несколько автомобилей и атаковали здания, а после того, как для разгона болельщиков был применён слезоточивый газ, в полицию были выпущены ракеты и фейерверки.